# Tharrhalea luzonica
Tharrhalea luzonica är en spindelart som först beskrevs av Karsch 1880.  Tharrhalea luzonica ingår i släktet Tharrhalea och familjen krabbspindlar.
Artens utbredningsområde är Filippinerna. Inga underarter finns listade i Catalogue of Life.